# Leonid Millionščikov
Leonid Millionščikov (7 febbraio 1927) è un regista sovietico.

## Filmografia parziale

### Regista
- Mež vysokich chlebov (1970)
- Živite v radosti (1978)